# Нарциссический опросник личности
Нарциссический опросник личности (НОЛ), англ. Narcissistic Personality Inventory (NPI) — это широко используемый инструмент для определения степени нарциссизма в социально-психологических исследованиях. Несмотря на то, что разные источники предлагают разные варианты опросника, наиболее часто используется в исследованиях лишь один из них, состоящий из 40 вопросов с готовыми вариантами ответов. В основе опросника лежат клинические критерии для определения нарциссизма, описанные в Диагностическом и статистическом руководстве по психическим расстройствам в третьей редакции (DSM-III). НОЛ используется для измерения соответствующих характеристик у всех слоев населения и применим для выявления «нормы» или «скрытого» (пограничного) нарциссизма (прошедшие опросник с высоким показателями не всегда попадают под диагноз нарциссизма).
Поскольку опросник был изначально основан на критериях Диагностического и статистического руководства по психическим расстройствам (DSM), было произведено множество исследований касательно его факторной структуры. Роберт Рэскин и Говард Терри (1988) выделили 7 факторов нарциссизма, таких как властолюбие, чувство превосходства, эксгибиционизм, восприятие чего-либо как должного, тщеславие, тенденции к эксплуатации чужих ресурсов и самоуверенность. Вышеперечисленные критерии были в общих чертах сопоставлены с критериями DSM для определения нарциссизма. С того времени был проведен ряд исследований, суть которых заключалась в проверке факторной структуры НОЛ. Результаты исследований разнились, к примеру, одни исследования указывали на наличие трёх факторов, иные — четырёх. Более того, часто возникают случаи, когда факторы НОЛ обнаруживают очень низкий уровень внутренней согласованности, несмотря на то, что измерительный диапазон в целом показывает допустимый уровень надежности. Таким образом можно прийти к выводу, что факторная структура НОЛ неизвестна. Недавние исследования предприняли попытку идентифицировать нарциссизм только по одному критерию. По сравнению с НОЛ у данного метода есть только одно преимущество: исключение объединения нарциссизма и нормальной самооценки или здорового самоуважения.
Исследование показало, что люди, набравшие высокие показатели по результатам НОЛ, чаще склонны к мошенничеству в ходе игр и к изменам в романтических отношениях. Также выявлено стремление таких людей к неравному распределению ресурсов (для себя — больше, для других — меньше), преобладание материальных ценностей и одержимость своим внешним видом.